# ニュースキャスター 霞涼子
『ニュースキャスター 霞涼子』（ニュースキャスター かすみれいこ）は、テレビ朝日系列の『木曜ドラマ』枠（毎週木曜日21:00 - 21:54、JST）で1999年1月14日から3月18日まで放送された日本のテレビドラマ。主演は賀来千香子。

## あらすじ
深夜のニュース番組のキャスターとなった女性キャスターの霞涼子が持ち前の人柄と体当たりで落ちこぼれスタッフと共に力を合わせて真実を追い求めるストーリー。

## キャスト

### 主要人物
- 霞涼子 - 賀来千香子
- 松下卓 - 髙嶋政宏
- 渋谷大地 - 金子賢
- 桂木珠美 - 高橋由美子
- 橘美里 - 斎藤陽子
- 小川マキ - 山田まりや
- 高山すみれ - もたいまさこ
- 加藤光明 - 今井雅之
- 平岡孝央 - 小野武彦
- 丸尾毅 - 小沢和義
- 横田理恵 - 梅宮万紗子
- マスター - 夏木ゆたか

### ゲスト
第2話
- 梅田 - 増田由紀夫
- 長沢順次 - 永山たかし

第3話
- 横川慎司 - 五森大輔
- 横川美砂子 - かとうれいこ
- 大田登 - 入江雅人

第4話
- 望月弓子 - 森山祐子
- 佐和子 - 奈良富士子
- 坂上貴子 - 越智静香
- 島村 - 高杉連

第5話
- 長谷川真弓
- 羽柴誠

第6話
- 二宮 - 中西良太

第7話
- 戸田人志 - 中原丈雄
- 戸田菜津美 - 神谷涼
- 喜多川一真 - 水橋研二

第9話
- 広瀬和喜 - 大橋吾郎
- 広瀬久美 - 岡本舞
- 三浦志穂 - 稲吉貴子
- 田口まどか - 渡辺多美子
- 北村加代 - 栗田麗

最終話
- 秋本奈緒美
- 石丸謙二郎
- 真実一路

## スタッフ
- 脚本 - 関根俊夫、奥村俊雄、中村勝行、高橋正康
- 演出 - 山田高道、松原信吾、根本実樹、鈴木利正
- プロデューサー - 五十嵐文郎、山田高道
- 製作 - テレビ朝日、木下プロダクション（現・ドリマックス・テレビジョン）

## 主題歌
- 大黒摩季「太陽の国へ行こうよ すぐに〜空飛ぶ夢に乗って〜」

## 放送日程
| 各話                                                      | 放送日        | サブタイトル                     | 脚本     | 演出     | 視聴率 |
| --------------------------------------------------------- | ------------- | -------------------------------- | -------- | -------- | ------ |
| 第1話                                                     | 1999年1月14日 | 殺人トリックの女！               | 関根俊夫 | 山田高道 | 9.5%   |
| 第2話                                                     | 1999年1月21日 | 連続レイプ魔！盗撮の罠           | 関根俊夫 | 松原信吾 | 8.1%   |
| 第3話                                                     | 1999年1月28日 | 最終電車殺人！妻に捧げる完全犯罪 | 関根俊夫 | 鈴木利正 | 8.0%   |
| 第4話                                                     | 1999年2月04日 | 美人女子アナ殺人事件！           | 奥村俊雄 | 根本実樹 | 7.0%   |
| 第5話                                                     | 1999年2月11日 | 同窓会殺人！完全犯罪の女         | 関根俊夫 | 松原信吾 | 8.1%   |
| 第6話                                                     | 1999年2月18日 | 女子アナ緊急！恐怖の銃弾         | 奥村俊雄 | 鈴木利正 | 7.9%   |
| 第7話                                                     | 1999年2月25日 | 不倫殺人！スキャンダルに墜ちた女 | 関根俊夫 | 根本実樹 | 7.4%   |
| 第8話                                                     | 1999年3月04日 | ホスト殺し！空白の5分間          | 中村勝行 | 松原信吾 | 7.7%   |
| 第9話                                                     | 1999年3月11日 | 結婚記念日殺人事件！整形美女の罠 | 高橋正康 | 山田高道 | 6.8%   |
| 最終話                                                    | 1999年3月18日 | ビデオが暴く最後の殺人！         | 関根俊夫 | 松原信吾 | 6.1%   |
| 平均視聴率 7.6%（視聴率は関東地区・ビデオリサーチ社調べ） |               |                                  |          |          |        |

| テレビ朝日系列 木曜ドラマ                      | テレビ朝日系列 木曜ドラマ                           | テレビ朝日系列 木曜ドラマ         |
| 前番組                                         | 番組名                                              | 次番組                            |
| ---------------------------------------------- | --------------------------------------------------- | --------------------------------- |
| 外科医・夏目三四郎 （1998.10.15 - 1998.12.10） | ニュースキャスター 霞涼子 （1999.1.14 - 1999.3.18） | 恋の奇跡 （1999.4.15 - 1999.7.1） |